# Pangrapta
Pangrapta é um gênero de traça pertencente à família Arctiidae.